# Kleemann
Kleemann A/S — тюнинг-ателье, специализирующееся на доработке и стайлинге автомобилей немецкой торговой марки Mercedes-Benz. Основана в 1985 году Флеммингом Клеманом. В настоящее время главный офис компании расположен в городе Фарум, Дания.
В сферу деятельности ателье Kleemann входит большое количество различных направлений, в том числе доработка двигателей с использованием собственных компрессорных систем, модернизация тормозных систем, индивидуальный стайлинг кузова и интерьера автомобилей. С недавнего времени компания также поставляет пакеты повышения производительности для автомобилей торговых марок Audi, BMW и Porsche.
В настоящее время официальные представительства компании открыты в США, Малайзии, Китае, Таиланде, Канаде, Германии, Польше, Швеции, Великобритании, Словении, Греции, Испании, Кувейте, Португалии и Италии

## История

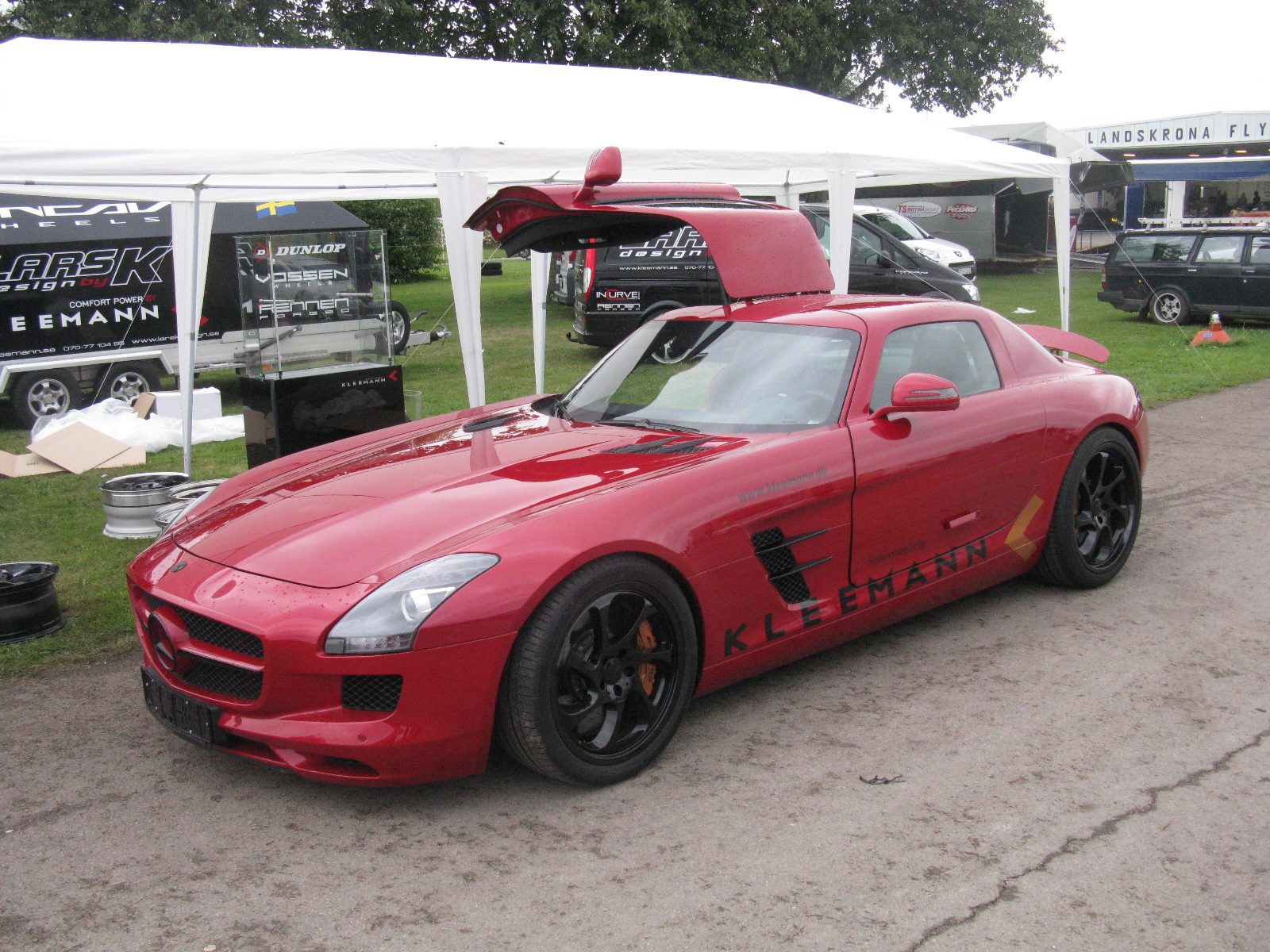
Mercedes-Benz SLS AMG от Kleemann

Компания Kleemann была основана в 1985 году в городе Фарум, недалеко от столицы Дании Копенгаген, двумя энтузиастами, которые решили превратить своё хобби в бизнес. В первые годы существования предприятие насчитывало всего двое сотрудников. Профилем компании стало проектирование и производство тюнинговых решений для автомобилей марки Mercedes-Benz. В 1988 году началось производство собственных компрессорных систем под торговой маркой Kleemann. Компании удалось влиться в эру развития компрессорных систем, как наиболее эффективных решений для тюнинга автомобилей.
В 1994 году с приходом нового совладельца, компания Kleemann начала массовое производство компрессорных систем. Развитие и использование современных технологий позволили предприятию получить богатый опыт и знания, которые позволили ей стать одним из лидеров в индустрии тюнинга.
В 2002 году датский автогонщик Джейсон Уотт совершил заезд со скоростью 338 км/ч (210 миль в час) на автомобиле Kleemann E 55K (модель Mercedes-Benz W210) мощностью в 607 л. с. (446 кВт), что сделало доработанную модель самым быстрым четырёхдверным седаном в мире. Через год тюнинг-ателье представило модифицированную версию ML 55K, которая смогла установить рекорд скорости в 282 км/ч на трассе Нардо, что сделало автомобиль самым быстрым в классе SUV. Оба рекорда позже были побиты продуктами немецкой компании Brabus.
В 2007 году ателье представило доработанную версию флагманской модели S-класса W221 (S500), получившую коммерческий индекс S50 K. Автомобиль оснастили компрессором с наддувом низкого давления, в результате чего мощность силового агрегата составила 475 лошадиных сил.

## Продукция
Тюнинг-ателье Kleemann занимается доработкой автомобилей в части силовых агрегатов, тормозных систем и иных конструктивных элементов, а также модернизирует салон и экстерьер транспортных средств, в том числе по индивидуальному заказу клиентов. На заказ доступы специальные кресла, коврики, ткани для обшивки. Панели интерьера могут быть сделаны из углеродного материала. Простейшая модернизация производительности автомобилей подразумевает доработку трансмиссии, препрограммирование ЭБУ двигателей, замену выхлопной системы, интеграцию спортивных коллекторов или распределительных валов и другие решения. Серьёзные модификации включают установку фирменных компрессоров, представляющих собой нагнетатель, впускной коллектор и интеркуллер в одном блоке. Kleemann также производит собственные гоночные кресла, спортивные компоненты подвески и двери в стиле Lamborghini.